# Madeyscy herbu Poraj
Madeyscy – polski ród szlachecki herbu Poraj.

## Znani członkowie rodu
- Marceli Madeyski (1822–1886) – adwokat, wiceprezydent Lwowa, poseł
- Edward Madeyski (1832–1906) – lekarz, publicysta
- Stanisław Jerzy Madeyski (1841–1910) – minister wyznań i oświaty
- Jerzy Wiktor Madeyski (1872–1939) – austriacki minister wyznań i oświaty
- Antoni Madeyski (1862–1939) – rzeźbiarz
- Felicjan Madeyski (1890–1940) – podpułkownik broni pancernej
- Jerzy Madeyski (1931–2005) – historyk sztuki
- Andrzej Madeyski (1924–2006) – balneolog